# Distretto di Dolpa
Il Distretto  di Dolpa o Ḍolpā oppure Dolpo (in tibetano དོལ་པོ) è un distretto del Nepal, in seguito alla riforma costituzionale del 2015 fa parte della provincia Karnali Pradesh.
Il capoluogo è Dunai.
Situato al confine con la regione cinese del Tibet è considerato l'ultimo rifugio dei tibetani. I suoi abitanti son detti Dhol-wa nel loro dialetto oDolpo-pa in tibetano.
Geograficamente il distretto appartiene alla zona montagnosa Himalayana detta Parbat. La parte nord-occidentale del distretto ricade all'interno dell'area protetta del Parco nazionale di Shey-Phoksundo. Nella parte sud-orientale del distretto, al confine con il distretto del Mustang, si trova il Dhaulagiri I, settima montagna della terra, e la più alta montagna in territorio totalmente Nepalese.

## Municipalità
Il distretto è costituito da otto municipalità, due sono urbane e sei sono rurali.
- Thuli Bheri
- Tripurasundari
- Dolpo Buddha
- She Phoksundo
- Jagadulla
- Mudkechula
- Kaike
- Chharka Tangsong